# Кальченко Галина Никифорівна

Надгробок

Гали́на Никифо́рівна Ка́льченко (4 лютого 1926 , Борзна, Конотопська округа  — 11 березня 1975 , Київ ) — українська радянська скульпторка. Членкиня Київської організації Спілки радянських художників України з 1958 року (у 1968—1970 роках її голова).

## Життєпис
Народилася 4 лютого 1926 року в містечку Борзні (нині місто в Ніжинському районі Чернігівської області, Україна) в родині українського радянського партійного і державного діяча Никифора Кальченка. Брат — економіст Володимир Кальченко.
Членкиня ВКП(б) з 1948 року. 1953 року закінчила Київський художній інститут, де її викладачами були, зокрема, Михайло Лисенко, Костянтин Єлева, Лев Муравін. У 1958 році там же закінчила аспірантуру.
У шлюбі з Павлом Білаоновим народила сина Микиту (також став скульптором). Жила в Києві, в будинку на Михайлівському провулку, № 9, квартира № 5.
Померла в Києві 11 березня 1975 року. Похована в Києві на Байковому цвинтарі (ділянка № 2). Могила і надгробний пам'ятник, роботи скульптора Анатолія Фуженка, є пам'яткою культурної спадщини України національного значення (охоронний № 260003/32-Н).

## Творчість
Працювала в галузі станкової та монументальної скульптури. Авторка пам'ятників, паркових статуй, портретів, надгробків, меморіальних дощок, медалей.
Станкові твори
- Композиції
  - «Подруги» (1953, поліхлорвініл);
  - «Після допиту» (1957, бронза; Національний музей українського народного декоративного мистецтва);
  - «Тарас Шевченко» (1964, оргскло);

- портрети
  - двічі Героя Соціалістичної Праці Галини Буркацької (1960, мармур; Національний музей українського народного декоративного мистецтва);
  - Лесі Українці (1962; Музей Лесі Українки у Києві);
  - Ольги Кобилянської (1962; Музей Лесі Українки у Києві);
  - Ванди Василевської (1965; Національний музей українського народного декоративного мистецтва);
  - Георгія Майбороди (1966);
  - Миколи Леонтовича (1966);
  - Левка Ревуцького (1966);
  - Семена Гулака-Артемовського (1966);
  - Тетяни Яблонської (1967);
  - Івана Кавалерідзе (1967);
  - Тетяни Голембієвської (1968);
  - Григорія Косинки (1969);
  - Олесандра Ільченка (1970);
  - «Автопортрет» (1971);
  - Катерини Білокур (1973).

Монументальні твори
- Пам'ятник Ванді Василевській у Києві (1966);
- Пам'ятник Василю Порику в містечку Енен-Льєтарі у Франції (1967, граніт; у співавторстві з Валентином Знобою);
- Пам'ятник Івану Нечую-Левицькому в селі Стеблеві Черкаської області (1968);
- Пам'ятник Миколі Леонтовичу в Тульчині (1970, граніт, архітектор Анатолій Ігнащенко);
- Пам'ятник Володимиру Леніну в Кам'янці-Подільському (1970, у співавторстві з Анатолієм Білостоцьким і Оксаною Супрун);
- Пам'ятник Кирилу Стеценку в селі Квітках Черкаської області (1970);
- Пам'ятник Семену Гулаку-Артемовському в Городищі (1971, граніт, архітектор Анатолій Ігнащенко);
- Пам'ятник Лесі Українці в Ялті (1971);
- Пам'ятник Марії Заньковецькій у Києві в Маріїнському парку (1973);
- Пам'ятник Лесі Українці у Києві (1973);
- Пам'ятник Івану Котляревському в Києві (1975);
- Пам'ятник Лесі Українці в Саскатуні в Канаді (1976);
- Меморіальний комплекс «Пагорб Слави» в Черкасах (1977, у співавторстві).

|                              |                         |                                  |                             |                                       |
| Пам'ятник Ванді Василевській | Пам'ятник Василю Порику | Пам'ятник Івану Нечую-Левицькому | Пам'ятник Миколі Леонтовичу | Пам'ятник Семену Гулаку-Артемовському |

Брала участь у республіканських та зарубіжних виставках з 1954 року, всесоюзних — з 1957 року. Персональна посмертна виставка відбулася у Києві у 1976 році.
Деякі роботи скульпторки зберігаються в Національному художньому музеї України, Національному музеї Тараса Шевченка, Національному музеї українського народного декоративного мистецтва, Державному музеї театрального, музичного та кіно-мистецтва України, Музеї Лесі Українки у Києві, Дніпровському, Запорізькому, Луганському, Одеському, Сумському, Харківському художніх музеях, Державному музеї мистецтв Республіки Казахстан імені Абилхана Кастеєва в Алмати, Музеї Лесі Українки в селі Колодяжному Волинської області, Шевченківському національному заповіднику в Каневі.

## У мистецтві
Скульпторка послугувала прообразом київської скульптури «Батьківщина-Мати» Василя Бородая.

## Відзнаки
- Заслужений діяч мистецтв УРСР з 1964 року;
- Народний художник УРСР з 1967 року;
- Республіканська премія ЛКСМУ імені Миколи Островського за 1970 рік;
- Срібна медаль імені Митрофана Грекова (1970);
- Державна Премія УРСР імені Тараса Шевченка за 1974 рік (разом з архітектором Анатолієм Ігнащенком за пам'ятник Лесі Українці в Києві)[5];
- Орден Трудового Червоного Прапора;
- Орден «Знак Пошани».